# 하타촌 (사이타마현)
하타촌(秦村)은 사이타마현 오사토군에 설치되었던 촌이다. 현재의 구마가야시에 해당한다.

## 역사
- 1889년 4월 1일 - 정촌제 시행에 의해 하라군 하타촌이 성립하였다.
- 1896년 4월 1일 - 하라 군이 오사토 군, 하타라 군, 오부스마 군과 통합해 오사토 군이 된다.
- 1955년 1월 1일 - 메누마정, 나가이촌, 오누마촌, 오타촌과 합병해 메누마정이 되었다.